# Lamenia albinervis
Lamenia albinervis är en insektsart som beskrevs av Matsumura 1914. Lamenia albinervis ingår i släktet Lamenia och familjen Derbidae. Inga underarter finns listade i Catalogue of Life.